# Prasanna Gettu

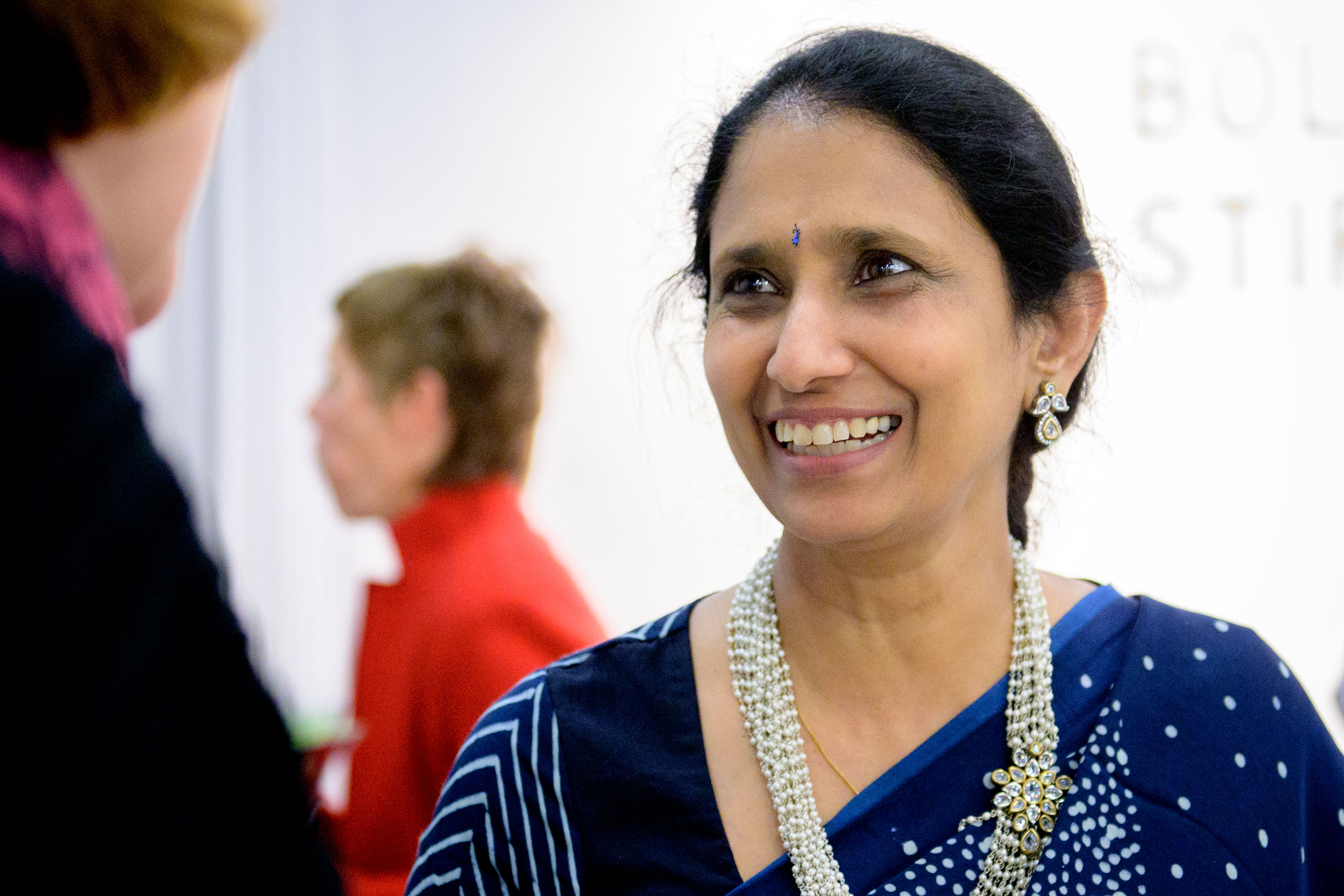
Prasanna Gettu (2020)

Prasanna Gettu (geboren in Chennai) ist eine indische Viktimologin, Frauen- und Menschenrechtsaktivistin. Sie ist Gründerin der International Foundation for Crime Prevention & Victim Care (PCVC) und setzt sich für ein gewaltfreies und selbstbestimmtes Leben indischer Frauen ein. Sie gilt als eine der wenigen Viktomologinnen weltweit, die sich der praktischen Arbeit mit Opfern häuslicher Gewalt verschrieben haben. Für ihr Engagement und das Verteidigen von Menschenrechten wurde sie 2020 mit dem Anne-Klein-Frauenpreis geehrt.

## Leben und Wirken
Prasanna Gettu wuchs „extrem behütet“ in wohlhabenden Verhältnissen auf. Ihr Urgroßvater war während der britischen Kolonialzeit Arzt, ihr Vater Anwalt. Schon früh interessierte sie sich für Kriminalgeschichte und wollte selbst Verbrechen aufklären. Doch ihren Eltern zuliebe machte sie erst einen Masterabschluss in Geologie, ehe sie noch einen Master in Kriminologie draufsetzte und mit der Arbeit „Corruption – A Public View“ über Korruption innerhalb des Polizeiapparates und der Strafjustiz promovierte. Ein Studienaufenthalt an der Tokiwa Universität in Mito (Ibaraki, Japan) im Fach Viktimologie brachte sie den Themen häusliche Gewalt und Opferhilfe näher. Sie gilt als eine der wenigen Viktomologinnen weltweit, die sich der praktischen Arbeit mit Opfern häuslicher und familiärer Gewalt verschrieben haben.
Gemeinsam mit zwei Viktomologinnen gründete sie 2001 in Chennai im indischen Bundesstaat Tamil Nadu die International Foundation for Crime Prevention & Victim Care (PCVC), eine Organisation, die Opfer von familiärer Gewalt unterstützt, vorrangig Frauen und Kinder. Neben Opfer häuslicher Gewalt finden auch Frauen Unterstützung, auf die Brandattacken verübt wurden. Mit dem Ausscheiden ihrer beiden Mitgründerinnen 2002 und 2005 leitet sie die Organisation allein, unterstützt von einem Beirat.
Bei mehr als 50 Firmen gehört Prasanna Gettu den gesetzlich vorgeschriebenen Ausschüssen für Fragen sexueller Belästigung an als Vertreterin der Nichtregierungsorganisationen (NRO). Außerdem sitzt sie bei zahlreichen Firmen und Behörden in internen Beschwerdeausschüssen, die Fälle von sexueller Belästigung am Arbeitsplatz untersuchen.
Prasanna Gettu war mit 21 Jahren eine von ihren Eltern arrangierte Ehe eingegangen. Sie ist geschieden und hat zwei Kinder.

## Auszeichnungen
2020 erhielt sie den Anne-Klein-Frauenpreis für den „persönlichen Mut und die Hartnäckigkeit der indischen Kämpferin für das Recht aller Frauen auf ein gewaltfreies, selbstbestimmtes Leben und den überzeugenden Ansatz ihrer Organisation PCVC“.

## Publikationen (Auswahl)
- Opinion of Criminal Justice and Non-Criminal Justice Professionals Towards Corruption: A Comparative Study. Indian Journal of Criminology (1998)
- White Collar Crimes: A Victimological Perspective. Human Rights and Victimology. Devasia (1998)
- India: the state of criminology in a developing nation. Routledge handbook of International Criminology (2011)